# Forêt ancienne du Ruisseau-Beaudoin
La forêt ancienne du Ruisseau-Beaudoin est un écosystème forestier exceptionnel du Québec (Canada) située dans la municipalité de Saint-Philémon dans le massif du Sud, lui-même compris dans les monts Notre-Dame.
Cette forêt de 51 hectares désignée en 2002 a pour mission de protéger une bétulaie à sapin n'ayant subi aucune perturbation majeure depuis 250 ans.

## Toponymie
La forêt ancienne du Ruisseau-Beaudoin reprends le toponyme du ruisseau Beaudoin qui se trouve à proximité. Le nom Beaudoin provient du patronyme d'une famille qui était propriétaire des terres où coule le ruisseau.

## Flore
Le couvert forestier dominant mesure environ 21 mètres de hauteur, avec quelques tiges, majoritairement des bouleaux jaunes s'élèvant à plus de 23 mètres de hauteur. Le sapin baumier est l'essence compagne du bouleau jaune dans la majorité du site sauf dans un petit secteur en contrebas de la forêt ancienne où l'érable à sucre supplante le sapin baumier. Le peuplement forestier est également composé d'autres essences telles que l'érable rouge ainsi que le bouleau à papier.
L'érable à épis, la viorne à feuilles d'aulne ainsi que les jeunes tiges des essences dominantes forment la strate arbustive.
Au niveau du sous-bois, on retrouve notamment la dryoptère spinuleuse, l'oxalide de montagne, la clintonie boréale ainsi que l'huperzie brillante.

## Activités
La randonnée pédestre peut être pratiquée dans une partie de l'écosystème, la forêt ancienne est en effet accessible au public via quelques sentiers du parc régional du Massif-du-Sud.